# Fußball-Bezirksliga Gera 1955
Die Fußball-Bezirksliga Gera 1955 war eine Übergangsrunde, die bei ihrer vierten Austragung (erstmals zweigleisig) vom Bezirksfachausschuss (BFA) Fußball Gera durchgeführt wurde. Durch die Installierung der II. DDR-Liga, blieb die Bezirksliga Gera immer noch höchste Spielklasse im Bezirk Gera, aber nur noch vierthöchste im Ligasystem auf dem Gebiet des DS.
Da die Meisterschaft ab 1956 nach sowjetischem Vorbild an das Kalenderjahr angeglichen wurde, diente die Übergangsrunde zur Überbrückung der Zeit zwischen dem Saisonende 1954/55 im Sommer 1955 und dem Beginn der Saison 1956 im Frühjahr.
Gespielt wurde in zwei Abteilungen zu je sechs Mannschaften, in diesen, in einer Doppelrunde mit Hin- und Rückspiel die beiden Endspielteilnehmer ermittelt wurden.
Der Vorjahresmeister BSG Chemie Jena sicherte sich im Endspiel der beiden Abteilungssieger gegen die BSG Stahl Silbitz den Sieg der Übergangsrunde (inoffizieller Bezirksmeister), besaß aber kein Aufstiegsrecht in die übergeordnete II. DDR-Liga.
Durch die Aufstockung der Bezirksliga auf 14 Mannschaften zur Folgesaison stiegen die beiden Erstplatzierten der Bezirksliga-Aufstiegsrunde, die BSG Lokomotive Jena und die BSG Motor Zeiss Jena, auf.

## Abteilung A

### Abschlusstabelle
| Pl. | Mannschaft               | Sp. | S | U | N | Tore    | Quote | Punkte |
| --- | ------------------------ | --- | - | - | - | ------- | ----- | ------ |
| 1.  | BSG Stahl Silbitz        | 10  | 5 | 2 | 3 | 018:130 | 1,38  | 12:80  |
| 2.  | BSG Chemie Elsterberg    | 10  | 4 | 3 | 3 | 022:160 | 1,38  | 11:90  |
| 3.  | BSG Aufbau Triebes       | 10  | 3 | 4 | 3 | 017:180 | 0,94  | 10:10  |
| 4.  | BSG Fortschritt Weida    | 10  | 4 | 2 | 4 | 014:160 | 0,88  | 10:10  |
| 5.  | BSG Einheit Greiz        | 10  | 2 | 5 | 3 | 013:200 | 0,65  | 09:11  |
| 6.  | BSG Motor Zeulenroda (N) | 10  | 2 | 4 | 4 | 020:210 | 0,95  | 08:12  |

| (N) Aufsteiger aus der Bezirksklasse 1954/55 |

### Kreuztabelle
Die Kreuztabelle stellt die Ergebnisse aller Spiele dieser Saison dar. Die Heimmannschaft ist in der linken Spalte aufgelistet und die Gastmannschaft in der obersten Reihe.
| Bezirksliga Gera Abteilung A 21. August 1955 – 30. Oktober 1955 | Bezirksliga Gera Abteilung A 21. August 1955 – 30. Oktober 1955 | BSG Stahl Silbitz | BSG Chemie Elsterberg | BSG Aufbau Triebes | BSG Fortschritt Weida | BSG Einheit Greiz | BSG Motor Zeulenroda |
| --------------------------------------------------------------- | --------------------------------------------------------------- | ----------------- | --------------------- | ------------------ | --------------------- | ----------------- | -------------------- |
| 01.                                                             | BSG Stahl Silbitz                                               |                   | 3:0                   | 2:1                | 3:0                   | 3:0               | 1:2                  |
| 02.                                                             | BSG Chemie Elsterberg                                           | 4:0               |                       | 2:2                | 4:1                   | 1:2               | 2:2                  |
| 03.                                                             | BSG Aufbau Triebes                                              | 1:1               | 4:3                   |                    | 0:1                   | 1:1               | 2:0                  |
| 04.                                                             | BSG Fortschritt Weida                                           | 2:0               | 0:1                   | 2:3                |                       | 2:2               | 3:1                  |
| 05.                                                             | BSG Einheit Greiz                                               | 0:2               | 1:1                   | 5:2                | 0:0                   |                   | 2:2                  |
| 06.                                                             | BSG Motor Zeulenroda                                            | 3:3               | 1:4                   | 1:1                | 2:3                   | 6:0               |                      |

## Abteilung B

### Abschlusstabelle
| Pl. | Mannschaft                | Sp. | S | U | N | Tore    | Quote | Punkte |
| --- | ------------------------- | --- | - | - | - | ------- | ----- | ------ |
| 1.  | BSG Chemie Jena (M)       | 10  | 6 | 2 | 2 | 031:190 | 1,63  | 14:60  |
| 2.  | BSG Motor Saalfeld        | 10  | 5 | 3 | 2 | 021:100 | 2,10  | 13:70  |
| 3.  | BSG Chemie Kahla (A)      | 10  | 6 | 0 | 4 | 024:240 | 1,00  | 12:80  |
| 4.  | BSG Motor Neustadt (Orla) | 10  | 2 | 4 | 4 | 017:190 | 0,89  | 08:12  |
| 5.  | BSG Stahl Eisenberg (N)   | 10  | 4 | 0 | 6 | 017:310 | 0,55  | 08:12  |
| 6.  | BSG Einheit Rudolstadt    | 10  | 2 | 1 | 7 | 020:270 | 0,74  | 05:15  |

| (M) Bezirksmeister der Vorsaison             |
| (A) Absteiger aus der DDR-Liga 1954/55       |
| (N) Aufsteiger aus der Bezirksklasse 1954/55 |

### Kreuztabelle
Die Kreuztabelle stellt die Ergebnisse aller Spiele dieser Saison dar. Die Heimmannschaft ist in der linken Spalte aufgelistet und die Gastmannschaft in der obersten Reihe.
| Bezirksliga Gera Abteilung B 21. August 1955 – 13. November 1955 | Bezirksliga Gera Abteilung B 21. August 1955 – 13. November 1955 | BSG Chemie Jena | SLF | BSG Chemie Kahla | NEU | BSG Stahl Eisenberg | BSG Einheit Rudolstadt |
| ---------------------------------------------------------------- | ---------------------------------------------------------------- | --------------- | --- | ---------------- | --- | ------------------- | ---------------------- |
| 01.                                                              | BSG Chemie Jena                                                  |                 | 3:3 | 4:1              | 2:2 | 5:1                 | 4:2                    |
| 02.                                                              | BSG Motor Saalfeld                                               | 3:0             |     | 3:0              | 0:0 | 4:0                 | 2:1                    |
| 03.                                                              | BSG Chemie Kahla                                                 | 3:2             | 3:2 |                  | 5:2 | 5:1                 | 3:2                    |
| 04.                                                              | BSG Motor Neustadt (Orla)                                        | 0:2             | 1:1 | 2:3              |     | 4:3                 | 4:1                    |
| 05.                                                              | BSG Stahl Eisenberg                                              | 1:5             | 0:2 | 4:1              | B   |                     | 3:2                    |
| 06.                                                              | BSG Einheit Rudolstadt                                           | 3:4             | 2:1 | 2:0              | 2:2 | 3:4                 |                        |

## Endspiel der Übergangsrunde
Die beiden Abteilungssieger ermittelten in Gera den Sieger der Übergangsrunde.
| Datum           | Abteilungssieger A | Ergebnis | Abteilungssieger B | Spielort |
| --------------- | ------------------ | -------- | ------------------ | -------- |
| So 18. Dezember | BSG Stahl Silbitz  | 0:2      | BSG Chemie Jena    | Gera     |

## Bezirksliga-Aufstiegsrunde
In der Aufstiegsrunde ermittelten die vier Staffelsieger der Bezirksklasse die beiden Aufsteiger zur Bezirksliga.

### Abschlusstabelle
| Pl. | Mannschaft                             | Sp. | S | U | N | Tore    | Quote | Punkte |
| --- | -------------------------------------- | --- | - | - | - | ------- | ----- | ------ |
| 1.  | BSG Lokomotive Jena (Staffel 3)        | 6   | 3 | 2 | 1 | 011:800 | 1,38  | 08:40  |
| 2.  | BSG Motor Zeiss Jena (Staffel 4)       | 6   | 3 | 1 | 2 | 009:600 | 1,50  | 07:50  |
| 3.  | BSG Chemie Triptis (Staffel 2)         | 6   | 2 | 1 | 3 | 004:500 | 0,80  | 05:70  |
| 4.  | BSG Fortschritt Elsterberg (Staffel 1) | 6   | 1 | 2 | 3 | 011:160 | 0,69  | 04:80  |

### Kreuztabelle
Die Kreuztabelle stellt die Ergebnisse aller Spiele dieser Aufstiegsrunde dar. Die Heimmannschaft ist in der linken Spalte aufgelistet und die Gastmannschaft in der obersten Reihe.
| Bezirksliga-Aufstiegsrunde 13. November 1955 – 18. Dezember 1955 | Bezirksliga-Aufstiegsrunde 13. November 1955 – 18. Dezember 1955 | Jena | Jena | Triptis | Elsterberg |
| ---------------------------------------------------------------- | ---------------------------------------------------------------- | ---- | ---- | ------- | ---------- |
| 1.                                                               | BSG Lokomotive Jena                                              |      | 2:0  | 1:0     | 4:3        |
| 2.                                                               | BSG Motor Zeiss Jena                                             | 1:1  |      | 1:0     | 5:1        |
| 3.                                                               | BSG Chemie Triptis                                               | 1:0  | 0:1  |         | 1:0        |
| 4.                                                               | BSG Fortschritt Elsterberg                                       | 3:3  | 2:1  | 2:2     |            |